# Guybrush Threepwood
Guybrush Ulysses Threepwood is de hoofdpersoon uit de computerspellenserie Monkey Island. Hij wil graag piraat worden, wat hem uiteindelijk lukt. Hij bevecht zijn aartsrivaal, de piraat LeChuck.

## Oorsprong van de naam Guybrush
De naam Guybrush is afkomstig van de bestandsnaam van het personage. Het personage werd gecreëerd met het tekenpakket Deluxe Paint. Omdat het hoofdpersonage nog geen naam had, noemden de ontwikkelaars het voorlopig Guy. Daar voegde men het woord "brush" aan toe. Deluxe Paint voegde daar de extensie .bbm aan toe, zodat de complete bestandsnaam guybrush.bbm werd. Brush is een Engelse term die gebruikt wordt in tekenprogramma's. Men kan het in deze context het best vertalen als "penseel".
Er gaat nog een ander verhaal de wereld rond over de naam Guybrush. Volgens sommigen zette Deluxe Paint de extensie ".brush" achter het bestand.

## Stemacteur
Sinds het derde deel wordt de serie op de markt gebracht met ingesproken teksten. De stem van Guybrush wordt vertolkt door Dominic Armato. Ook in de "special editions" van Monkey Island 1 en 2, uitgegeven in 2009 en 2010, spreekt Armato de stem van Guybrush in.

## Rol van Guybrush in de verschillende spellen
| Spel            | Titel                       | Veelgebruikte afkorting |
| --------------- | --------------------------- | ----------------------- |
| Monkey Island 1 | The Secret of Monkey Island | SMI                     |
| Monkey Island 2 | LeChuck's Revenge           | MI2                     |
| Monkey Island 3 | The Curse of Monkey Island  | CMI                     |
| Monkey Island 4 | Escape from Monkey Island   | EMI                     |
| Monkey Island 5 | Tales of Monkey Island      | TMI                     |
| Monkey Island 6 | Return to Monkey Island     | RMI                     |

## Leeftijd van Guybrush Threepwood
Zijn leeftijd is een raadsel. Deze verandert regelmatig omdat hij er zelf over liegt. Er zijn wel aanwijzingen waaruit zijn vermoedelijke leeftijd kan worden afgeleid.
| Spel | Vermoedelijke leeftijd | Reden |
| ---- | ---------------------- | --- |
| SMI  | 17 jaar                | Hier wordt hij rond de 17 jaar geschat, hoewel hij tegen Elaine Marley beweert 22 te zijn. Elaine doorziet hier direct de leugen. |
| MI2  | 19 jaar                | In de bibliotheek is er een verspreking. Wanneer hij moet aantonen dat hij oud genoeg is om een eigen lidkaart te krijgen, zegt Guybrush "nine... eh twenty one years", of vertaald "negen... eh eenentwintig jaar". Hieruit mag men veronderstellen dat hij 19 jaar is. |
| CMI  | 20 jaar                | In dit spel wordt aangenomen dat Guybrush rond de 20 jaar is. Zijn vriendin Elaine Marley zegt in "TMI" wel dat er tussen "MI2" en "CMI" in totaal drie jaar tussen zat. Verkoper Stan beweert dan weer dat er maar drie maanden waren verlopen. Aangezien Elaine een pokkeninfectie had toen ze dit zei, kan worden aangenomen dat ze zich heeft vergist. De tijdsindicatie van Stan zou dus meer correct zijn. |
| EMI  | 21 jaar                | Dit deel begint na de huwelijksreis die drie maanden heeft geduurd. Aangezien Guybrush aan het einde van "CMI" op huwelijksreis vertrekt, speelt dit deel drie maanden later af. Guybrush zou dan rond de 21 jaar zijn. |
| TMI  | 27 jaar                | Er wordt vermeld dat het tien jaar geleden is dat Guybrush piraat werd. Aangezien hij piraat werd in "SMI", is hij dus nu rond de 27 jaar. |
| RMI  | ongekend               | Guybrush is duidelijk veel ouder in vergelijking met Tales of Monkey Island. Hij heeft een zoon Boybrush die wellicht tussen de acht en tien jaar is, maar het is niet geweten wanneer deze juist werd geboren. |

## Dood van Guybrush Threepwood
LucasArts heeft in diverse spellen het principe ingebouwd dat het spel niet kan worden beëindigd door de dood van het hoofdpersonage. Monkey Island voldoet bijna aan deze regel.
| Spel | Dood veroorzaakt door | Oplossing |
| ---- | --- | --- |
| SMI  | Guybrush wordt in zee gegooid terwijl hij aan een standbeeld hangt. Na tien minuten onder water begint zijn gezicht te verkleuren. Even later sterft hij en is het spel afgelopen. | De speler dient een savegame in te laden. |
| SMI  | In het onderdeel "Under Monkey Island" kan Guybrush van een klif springen. Er verschijnt vervolgens een boodschap dat Guybrush is overleden en dat het spel is beëindigd. | Na het wegklikken van de melding blijkt dat Guybrush op een rubberboom is gevallen die hem ongeschonden de lucht heeft ingekatapulteerd, waardoor hij weer op de klif is beland. Het spel gaat verder. |
| MI2  | Dit spel is grotendeels een flashback waarin Guybrush aan Elaine vertelt wat hij heeft beleefd. Op zeker ogenblik hangt Guybrush boven een put met zure vloeistof. Wanneer de kaars een touw doorbrandt, zal Guybrush in de put vallen. Als de speler lang genoeg wacht, valt Guybrush effectief in de put. | Het spel verplaatst zich naar het heden. Elaine zegt dat Guybrush overdrijft en de waarheid moet spreken. Het spel maakt weer een tijdsprong en Guybrush hangt weer boven de put.                      |
| CMI  | Guybrush valt dood neer na het drinken van een giftige vloeistof. Hij wordt door een grafdelver in een crypte gezet. Op het scherm verschijnt de melding "THE END" en een aftiteling. Dan begint Guybrush op de doodskist te kloppen.                                                                       | Dit behoort tot het verhaal: de vloeistof heeft hem enkel in een schijndood gebracht. Het spel gaat verder.                                                                                            |
| EMI  | In zijn zoektocht moet Guybrush door een moeras dat een probleem heeft met de tijd. Zo komt Guybrush zichzelf tegen in het moeras. De speler kan zijn Guybrush de opdracht geven om de andere Guybrush neer te schieten met een pistool.                                                                    | Er ontstaat een paradox en het spel keert terug naar de tijd waar Guybrush het moeras betreedt. |
| TMI  | LeChuck steekt Guybrush neer met zijn zwaard aan het einde van "The trial and execution of Guybrush Threepwood". | In het vervolgdeel "Rise of the Pirate God" zoekt Guybrush een manier om te verrijzen. |
| RMI  | Wanneer Guybrush zich op de zeebodem bevindt, loopt een aftellende klok. Wanneer deze klok drie keer achter elkaar op 0 staat, overlijdt Guybrush. | De speler moet een savegame inladen. |

## Cameo, Easter egg
- Guybrush Threepwood duikt vreemd genoeg op in Star Wars: The Force Unleashed II, niet alleen als cameo, maar zelfs als bespeelbaar personage.[2]
- In de remake van het spel "King's Quest: To Heir Is Human" is hij te zien op een piratenschip.[3]
- In Indiana Jones and the Infernal Machine kan men Indiana Jones omtoveren tot Guybrush Threepwood.[4]
- In Uncharted 4: A Thief's End kan men Guybrush Threepwood vinden op een schilderij.